# Takumi Beppu
Takumi Beppu (jap. 別府 匠, Beppu Takumi; * 19. September 1979 in Chigasaki) ist ein japanischer Sportlicher Leiter und ehemaliger Radrennfahrer.
Beppu begann seine Karriere 2002 bei dem Radsportteam Jura Suisse-Nippon Hoddo. Bei der Japan-Rundfahrt 2004 konnte er eine Etappe für sich entscheiden. Ein Jahr später wurde er Gesamtsechster bei der Tour de Hokkaidō. Seit 2006 fuhr er für das Aisan Racing Team. In seiner ersten Saison dort gewann er das Challenge Cycle Road Race. 2007 belegte er bei der Tour of East Java in der Gesamtwertung den fünften Rang.
Ende der Saison 2010 beendete er seine Karriere als Berufsradfahrer und wurde 2011 Sportlicher Leiter beim Aisan Racing Team.
Takumi Beppus jüngerer Bruder Fumiyuki war ebenfalls Radrennfahrer.

## Erfolge
2004
- eine Etappe Japan-Rundfahrt

## Teams
- 2002–2003 Jura Suisse-Nippon Hodo Nippon Hodo
- 2006–2010 Aisan Racing Team